# محمد محمدرضایی
محمد محمدرضایی (زاده ۱۳۳۷ - استان کردستان شهرستان.بیجار) نماینده بیجار در دوره ششم مجلس شورای اسلامی  بود.